# Аннушка (фільм, 1959)
«Аннушка» (рос. «Аннушка») — російський радянський художній фільм 1959 року режисера Бориса Барнета.

## Сюжет
Про росіянку Анну Денисову, яка перенесла всі тяготи німецько-радянської війни, втратила чоловіка, виростила і виховала трьох своїх дітей.

## У ролях
- Ірина Скобцева
- Анастасія Георгіївська
- Борис Бабочкін - Іван Іванович
- Едуард Марцевич
- Ольга Аросєва
- Олена Корольова
- Анастасія Георгієвська
- Валентина Ананьїна
- Інга Будкевич

## Творча група
- Сценарій: Юхим Севела
- Режисер: Борис Барнет
- Оператор: Віктор Масевич
- Композитор: Юрій Бірюков